# 前654年
| 千纪： | 前1千纪 |
| 世纪： | 前8世纪 \| 前7世纪 \| 前6世纪 |
| 年代： | 前680年代 \| 前670年代 \| 前660年代 \| 前650年代 \| 前640年代 \| 前630年代 \| 前620年代                                                                                               |
| 年份： | 前659年 \| 前658年 \| 前657年 \| 前656年 \| 前655年 \| 前654年 \| 前653年 \| 前652年 \| 前651年 \| 前650年 \| 前649年                                                                 |
| 纪年： | 周惠王二十三年 魯僖公六年 齊桓公三十二年 晉献公二十三年 秦穆公六年 宋桓公二十八年 楚成王十八年 衛文公六年 陳宣公三十九年 蔡穆侯二十一年 曹昭公八年 郑文公十九年 燕襄公四年 杞成公元年 |

## 大事记
- 有人在西西里岛建立了恩纳。
- 來自克拉佐美纳伊的殖民者在色雷斯建立了阿布德拉[1]
- 來自安德羅斯島的人建立了阿坎索斯（英语：Akanthos (Greece)）
- 來自福西亚的人建立了兰普萨库斯

## 出生
- （約本年）趙宣子，前601年逝世。